# Andreas Schulte (Forstwissenschaftler)

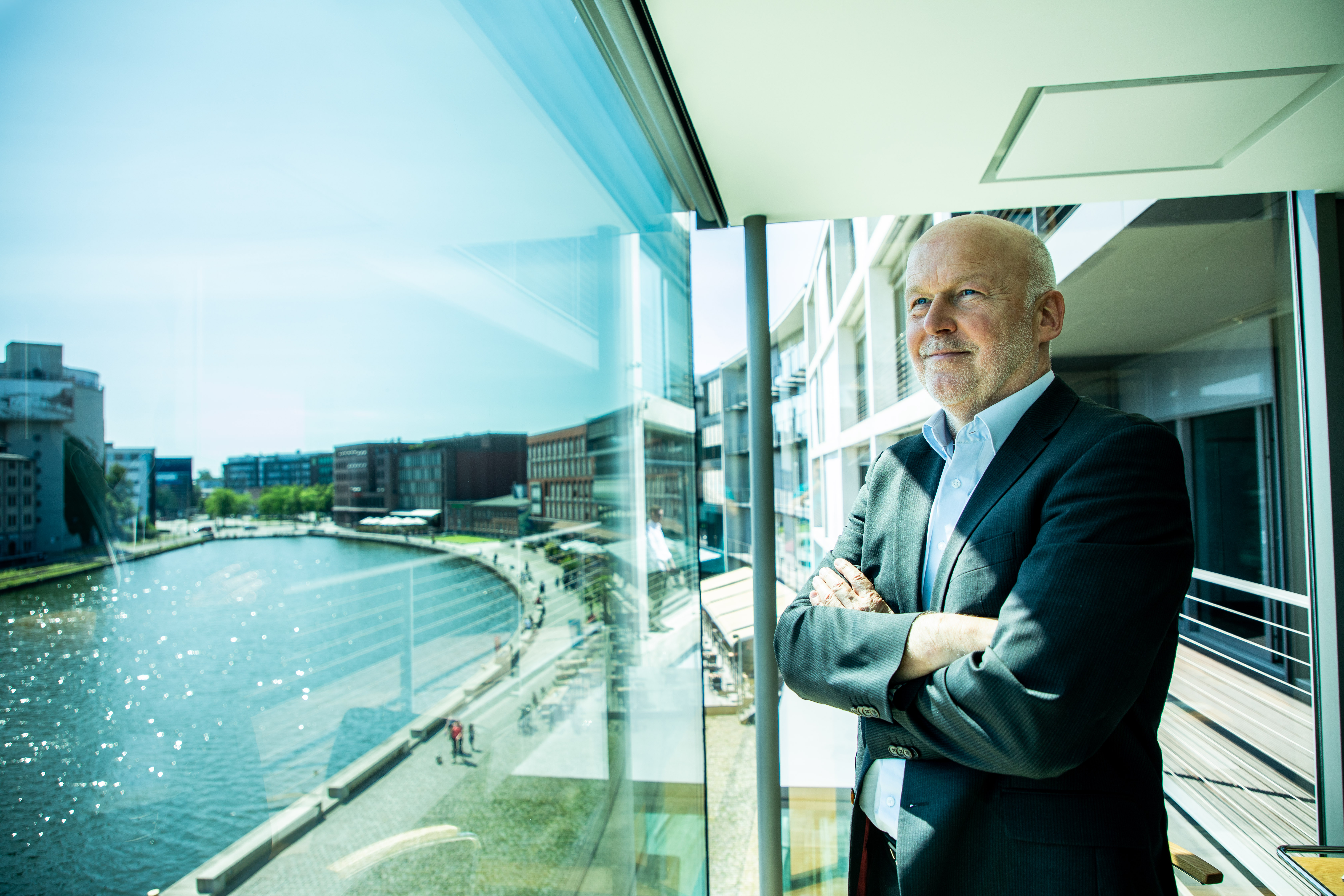
Andreas Schulte (2020)

Andreas Schulte (* 18. Dezember 1958 in Hamm) ist ein deutscher Waldökologe und Forstwissenschaftler.
Bekannt ist er unter anderem für die unter seiner Leitung entstandenen Cluster-Studien zur volkswirtschaftlichen Bedeutung der Forstwirtschaft und Holzwirtschaft sowie Gründungen von Start-Ups zum Thema Waldinvestment.
Von 2003 bis zu seiner Pensionierung 2023 war er Inhaber des Lehrstuhls für Waldökologie, Forst- und Holzwirtschaft an der Westfälischen Wilhelms-Universität Münster und zugleich geschäftsführender Gesellschafter des 2004 gegründeten Start-Ups Wald-Consult Ltd., das seit dem 1. Januar 2019 unter neuer Rechtsform im Zuge des Brexits als SilvaVest GmbH mit Sitz in Münster weitergeführt wird. Von der Gründung 2003 bis zur Verlegung des Sitzes nach Kanada 2017 war er zudem Vorstandsvorsitzender des Internationalen Instituts für Wald und Holz e. V., das als An-Institut an der Universität Münster u. a. Forschungsvorhaben im Auftrag verschiedener deutscher Bundes- und Landesministerien und der EU sowie von Stiftungen, Banken und Unternehmen durchführte.

## Leben
Andreas Schulte studierte Forstwissenschaften an der Georg-August-Universität Göttingen. Von 1985 bis 1988 war er als Wissenschaftlicher Mitarbeiter beim Göttinger Forschungszentrum Waldökosysteme tätig und promovierte 1988 bei Bernhard Ulrich mit der bodenkundlichen Dissertationsschrift Adsorption von Schwermetallen in repräsentativen Böden Israels und Nordwestdeutschlands in Abhängigkeit von der spezifischen Oberfläche zum Doktor der Forstwissenschaften (Dr. forest.).
Anschließend ging Schulte nach Bolivien, wo er von 1988 bis 1992 als Entwicklungshelfer des Deutschen Entwicklungsdienstes (DED) in der Provinz Ayopaya sowie für die Gesellschaft für Technische Zusammenarbeit (GTZ) als Dozent für Waldökologie an der Universidad Mayor de San Simón in Cochabamba tätig war. Von 1993 bis 1996 war er für die GTZ dann Projektleiter des deutsch-indonesischen Forstprojektes „Aufbau der forst- und holzwirtschaftlichen Fakultät an der Mulawarman University“. Danach kehrte er nach Europa zurück und habilitierte sich 1996 mit Schwermetalle in Waldökosystemen an der Universität für Bodenkultur Wien. Zeitgleich 1996 wurde er auf eine C3-Professur für Waldökologie und Klimakunde am Fachbereich Landschaftsarchitektur und Umweltplanung an der Universität-GH Paderborn berufen, die er von 1996 bis 2003 innehatte.
Im August 2003 nahm er den Ruf auf den neu geschaffenen Lehrstuhl für Waldökologie, Forst- und Holzwirtschaft im Institut für Landschaftsökologie der Westfälischen Wilhelms-Universität in Münster an. Mit der C4-Professur verbunden war das Amt des Vorstandsvorsitzenden des Internationalen Instituts für Wald und Holz NRW e.V. an der Westfälischen Wilhelms-Universität, das Schulte als Gründungsmitglied des Vereins bis zur Verlegung des Vereinssitzes nach Kanada im Jahre 2017 innehatte.
Schulte ist Verfasser und Herausgeber mehrerer Buchpublikationen zu waldökologischen, forst- und holzwirtschaftlichen Themen und veröffentlicht regelmäßig in den verschiedensten nationalen und internationalen forstlichen und forstwissenschaftlichen Fachzeitschriften.

## Leistungen
Neben seinen bodenkundlichen und waldökologischen Untersuchungen, die in den 1980er und 1990er Jahren noch ganz im Zeichen der Debatte um das „Waldsterben“ standen, beschäftigte sich Andreas Schulte auch früh mit Fragen der Weltforstwirtschaft und ihrer künftigen Entwicklung angesichts des Klimawandels. Hierzu legte er bereits im Jahr 2001 gemeinsam mit Klaus Böswald und Rainer Joosten das Buch Weltforstwirtschaft nach Kyoto. Wald und Holz als Kohlenstoffspeicher und regenerativer Energieträger vor.
Während bzw. nach seiner Tätigkeit für die staatliche Entwicklungshilfe in Südamerika und Südostasien publizierte er mehrere Bücher zum Schutz und nachhaltigen Bewirtschaftung bzw. zur Rehabilitation von Waldökosystemen in den Tropen / Subtropen: So entstanden unter anderem die Bücher Dipterocarp Forest Ecosystems – Towards Sustainable Management sowie Soils of Tropical Forest Ecosystems: Characteristics, Ecology and Management.
Einer breiteren Öffentlichkeit machte ihn jedoch seine Arbeit in Nordrhein-Westfalen bekannt, zunächst vor allem die umfassende zweibändige Landesmonografie Wald in Nordrhein-Westfalen, die 2003 erschien. Diese entstand aus einem von 1999 bis 2001 gelaufenen Projekt des Landes NRW. Es hatte zum Ziel, ein auf aktuellen Forschungsergebnissen beruhendes Nachfolgewerk für die 1958 von Herbert Hesmer herausgegebene Forstmonografie Wald und Forstwirtschaft in Nordrhein-Westfalen zu schaffen. Umgesetzt wurde es unter Schultes Leitung von der Universität-Gesamthochschule Paderborn in Zusammenarbeit mit dem Landesverband NRW der Schutzgemeinschaft Deutscher Wald. An dem interdisziplinär angelegten Buchprojekt wirkten mehr als 70 Autoren aus Wissenschaft und Politik, Forst- und Jagdverwaltung, Forst-, Naturschutz- und Umweltverbänden sowie der Holzindustrie mit.
Für bundesweites Aufsehen sorgten die unter Schultes Leitung erarbeiteten Cluster-Studien zu dem Sektor Forstwirtschaft und Holzwirtschaft, die für diesen Cluster jeweils erheblich größere arbeitsmarktpolitische und wirtschaftliche Bedeutung ergaben, als bis dato stets vermutet.
Für das Bundesland Nordrhein-Westfalen hatte die damalige rot-grüne Landesregierung ein Forschungsteam unter Leitung von Andreas Schulte mit der Erarbeitung einer grundlegenden Struktur- und Marktanalyse der Forstwirtschaft und der Holz verbrauchenden Industrie, kurz Cluster-Studie Forst & Holz NRW genannt, beauftragt. Dafür wurde fast 1 Million Euro bereitgestellt. Die Ergebnisse wurden 2003 veröffentlicht. Demnach ergab sich für das Cluster Forst und Holz in NRW ein Umsatz von mehr als 36 Milliarden Euro im Jahr 2001. In der Branche arbeiteten zudem rund 260.000 sozialversicherungspflichtig Beschäftigte. Die Studie zeigte somit die ganz erhebliche arbeitsmarktpolitische und wirtschaftliche Bedeutung der Forst- und Holzbranche im Industrieland NRW auf. Aufgrund der besonderen ökologischen und volkswirtschaftlichen Bedeutung des Clusters Forst & Holz in NRW entschloss sich die Landesregierung daraufhin zum Aufbau eines Kompetenzzentrums Wald & Holz an der Universität Münster (kurz: Wald-Zentrum).
2005 legte das Wald-Zentrum in Münster zudem die Clusterstudie Forst und Holz Deutschland 2005 als erste Phase des unter Schultes Leitung bis 2007 laufenden Projekts Clusterstudie Forst- und Holzwirtschaft Bundesrepublik Deutschland vor. Die entsprechende Definition der Europäischen Union zugrunde gelegt, umfasst die deutsche Forst- und Holzwirtschaft demnach rund 2 Millionen Waldbesitzer, etwa 185.000 Betriebe, mehr als 1,3 Millionen Beschäftigte und einen Umsatz von ungefähr 181 Milliarden Euro. Im Cluster Forst und Holz finden sich somit mehr Beschäftigte und ein größerer Umsatz als in vielen, landläufig als wichtig erachteten Wirtschaftsbereichen, wie etwa Maschinenbau, Elektroindustrie oder Chemische Industrie. Sie nimmt demnach eine deutlich größere volkswirtschaftliche und arbeitsmarktpolitische Bedeutung ein als bisher auch von der eigenen Branche angenommen.
Daneben forscht Andreas Schulte zum Kohlenstoffhaushalt von Waldökosystemen und sucht nach Wegen, Holz unter Wahrung des forstlichen Nachhaltigkeitsprinzips noch stärker in seiner Eigenschaft als regenerativer Energieträger zu erzeugen und zu mobilisieren, etwa durch verstärkte Aufforstungen oder Energiewälder.
Schulte koordinierte wissenschaftlich verantwortlich mehrere, durch die Europäische Union geförderte Forschungsvorhaben zu diesem Themenrahmen, u. a. das Projekt SecureChain – Nachhaltige Bioenergieketten (Grant Agreement 646457 der Europäischen Kommission, Dezember 2014) mit 11 Projektpartnern aus 8 EU-Staaten.
Aktuell liegt der Schwerpunkt der Tätigkeiten von Schulte als geschäftsführender Gesellschafter der SilvaVest GmbH mit Sitz in Münster auf der wissenschaftlichen Beratung von institutionellen und privaten Anlegern rund um Investitionen in die umfassend verstandene nachhaltige Landnutzung und Berücksichtigung von Klima, Natur- und Umweltschutz weltweit.
Seit Mitte 2024 ist Schulte Herausgeber und Autor des YouTube-Kanals „CumTempore“. In Videos gefasste Bemerkungen zum Themenrahmen Wald – Klima – Mensch sollen der – so Schulte – zunehmend alarmistischen und ideologisierten Berichterstattung möglichst gut ausgeleuchtet Daten, Fakten, Wissen kritisch gegenüberstellen. Mit den Videos werden in ca. 15 Minuten Fragen, Probleme, Interessantes aufgegriffen, insbesondere aus den Bereichen Waldökologie und Forstwirtschaft, dem Umwelt-, Natur- und Klimaschutz wissensbasiert und verständlich in einen gesellschaftspolitischen Kontext gestellt. Der Kanal CumTempore ist unterteilt in die Video-Serien „Fake Facts Forst“, „If ideology is master, you reach desaster faster“, „WaldKlimaWissen“ und „Denken in Lösungen und Visionen“. Einige der Videos wurden neben von Schulte dazu geschriebenen Texten auch von der Achse des Guten weiterverbreitet, beispielsweise drei Videos und Texte zum CO2-Rechner des Umweltbundesamtes, zu Waldbränden in Deutschland, zur WDR-Klima-App, zu „Blutkohle-Importen aus Kolumbien“ oder zur umwelt- und klimaschädlichen Begasung von Stammholz, das in Containern nach Asien verschifft wird.

## Schriften
- Adsorption von Schwermetallen in repräsentativen Böden Israels und Nordwestdeutschlands in Abhängigkeit von der spezifischen Oberfläche, Dissertationsschrift, Universität Göttingen 1988 (im Druck als Berichte des Forschungszentrums Waldökosysteme, Reihe A, Band 46, Göttingen 1988).
- Schwermetalle in Waldökosystemen, Habilitationsschrift, Universität für Bodenkultur Wien, Wien 1995.
- als Herausgeber (mit Dieter Schöne): Dipterocarp Forest Ecosystems. Towards Sustainable Management. World Scientific, Singapore, New Jersey, London und Hong Kong 1996, ISBN 981-02-2729-9.
- als Herausgeber (mit Daddy Ruhiyat): Soils of Tropical Forest Ecosystems. Characteristics, Ecology and Management. Springer, Berlin, Heidelberg, Singapore, Tokyo und New York 1998, ISBN 3-540-63607-2.
- als Herausgeber (mit Klaus Böswald und Rainer Joosten): Weltforstwirtschaft nach Kyoto. Wald und Holz als Kohlenstoffspeicher und regenerativer Energieträger. Shaker Verlag, Aachen 2001, ISBN 3-8265-8641-7.
- Rainforestation Farming. Option for Rural Development and Biodiversity Conservation in the Humid Tropics of Southeast Asia. A Review of Major Issues on Community Based Rehabilitation Silviculture and Guide to Recommended Native Tree Species for the Visayas/Philippines. Shaker Verlag, Aachen 2002, ISBN 978-3-8265-9676-6.
- als Herausgeber: Wald in Nordrhein-Westfalen, 2 Bände, 1.087 Seiten, Aschendorff, Münster 2003, ISBN 3-402-06481-2.
- Waldinvestment. 2 Bände, 286 und 270 Seiten. SilvaVest, Münster 2023, ISBN 978-3-9825241-1-5.